# Чардачани
Чардачани (серб. Чардачани) — населенный пункт в общине Лакташи, который принадлежит энтитету Республике Сербской, Босния и Герцеговина. По результатам югославской переписи населения 1991 года в Чардачанах проживало 596 человек.

## Население
| 1948                           | 1961 | 1971 | 1981 | 1991 | - | - |
| ------------------------------ | ---- | ---- | ---- | ---- | - | - |
| 2169                           | 419  | 614  | 592  | 596  | - | - |
| Гистограмма динамики населения |      |      |      |      |   |   |

### Национальный состав
1971 год:
- Сербы — 596
- Хорваты — 5
- Югославы — 0
- Мусульмане — 0
- Другие — 13

1981 год:
- Сербы — 485
- Хорваты — 105
- Югославы — 1
- Мусульмане — 0
- Другие — 1

1991 год:
- Сербы — 585
- Хорваты — 1
- Югославы — 1
- Мусульмане — 0
- Другие — 9